# 綠里奇蹟
《绿色奇迹》（英語：The Green Mile）是由美國小說家史蒂芬·金所創作的一部系列小說，原書本分為六部，每月推出一本，結果當時六部作品都佔據了《紐約時報》十大暢銷榜的位置，最後於1996年出版集結成一書推出，中文簡體版由上海譯文出版社於2007年引進。此書被導演法蘭克·戴倫邦特改編成同名電影，由湯漢斯飾演角色保羅，並於2000年奧斯卡金像獎被提名4項獎項。

## 內容簡介
1932年，保羅是冷山監獄的看守員，他負責死囚的處決事宜，他需要將囚犯帶到電椅上，途中會经过一段鋪上綠色油漆的走廊，因此他們都戲稱這走廊為綠色末路。一日一位稱為約翰．柯菲的黑人，因被判謀殺兩名白人姊妹而送到冷山，當柯菲去到冷山時，憑姑丈為州長而得到狱吏一職的佩西對他加以侮辱，表現出柯菲的懦弱及溫馴。保羅對於柯菲殺人感到懷疑，暗中了解事情的經過，有一天更見到柯菲以神奇的力量醫治好自己的尿道炎及救活了一隻將死的老鼠，深信柯菲是無辜的，故此希望帶柯菲出獄，治療患了腦癌的獄長夫人美琳达。柯菲治癒了美琳达的腦癌，並將痛苦轉移到佩西身上，利用佩西之手，將冷山的另一名死囚，謀殺兩名白人孖生姊妹的真正兇手威廉射死。雖然監獄眾人都知道柯菲是無辜，結果仍然是要送柯菲上電椅，而柯菲臨死前仍在想為何人類可以利用別人的愛去加害他人。

## 獎項
1996年年度史鐸克最佳小說獎